# 兆惠府
兆惠府是位于中国北京市西城区前井胡同3号的清朝大臣兆惠的府第。

## 历史
兆惠（1708年－1764年）是清朝雍正朝内阁中书，乾隆朝内阁学士、刑部及户部侍郎。乾隆二十一年（1756年）至乾隆二十三年（1758年），先后参与平定（今新疆地区）准噶尔部、巴雅尔、阿睦尔撒纳、回部霍集占叛乱，晋封武毅谋勇一等公。兆惠逝世后，乾隆帝亲自临丧，赠太保，谥“文襄”。嘉庆元年，命将兆惠配享太庙。
兆惠府即兆惠生前所住府第。

## 建筑
兆惠府坐北朝南，分为南、北两个院，中间由东西向且西口封闭的小胡同分隔，北院大门设在东墙南侧，为坐西朝东的三开门。中院垂花门内是正房五间，东西厢房各三间，正房以北是正房五间带耳房，后楼七间。东院有两进院落。南部的西院是马圈，东院是佣人住房。
如今，兆惠府仅存北院内的一组三合院。残存面积285平米。